# Guatteria meliodora
Guatteria meliodora este o specie de plante angiosperme din genul Guatteria, familia Annonaceae, descrisă de Robert Elias Fries. Conform Catalogue of Life specia Guatteria meliodora nu are subspecii cunoscute.